# イクメン議員連盟
イクメン議員連盟（イクメンぎいんれんめい）は「イクメン」を増やしていくことを目的として、2012年6月13日に発足した日本の超党派の議員連盟。現在は自由民主党、公明党、立憲民主党の議員が所属している。設立趣意書では、「男性の育児休業取得率の上昇をはじめ、父親の育児参加の促進や、母親との育児分担を進めるための諸活動に積極的に取組み、少子化傾向を改善し、長期的な視点で日本再建につなげていく」としている。

## 役員
- 柚木道義（共同座長・発起人）
- 田村憲久（共同座長）
- 谷合正明（共同座長）
- 泉健太（副座長）
- 小熊慎司（事務局長代理）
- 古屋範子
- 福岡資麿

他

## 顧問
顧問はいずれも厚生労働大臣経験者。
- 長妻昭

## 元メンバー
- 坂口力（顧問・2012年に引退）
- 磯谷香代子（呼びかけ人・2012年に落選）
- 細川律夫（顧問・2012年に落選）
- 畠中光成（2014年に落選）
- 松浪健太（呼びかけ人・2017年に落選）
- 川崎二郎（顧問・2021年に引退）
- 山内康一（共同座長・2021年に落選）
- 山尾志桜里（呼びかけ人・2021年に引退）
- 石崎徹（2021年に辞職[2]）
- 尾辻秀久（顧問・2025年に引退）